# Borgerskapet i Uppsala

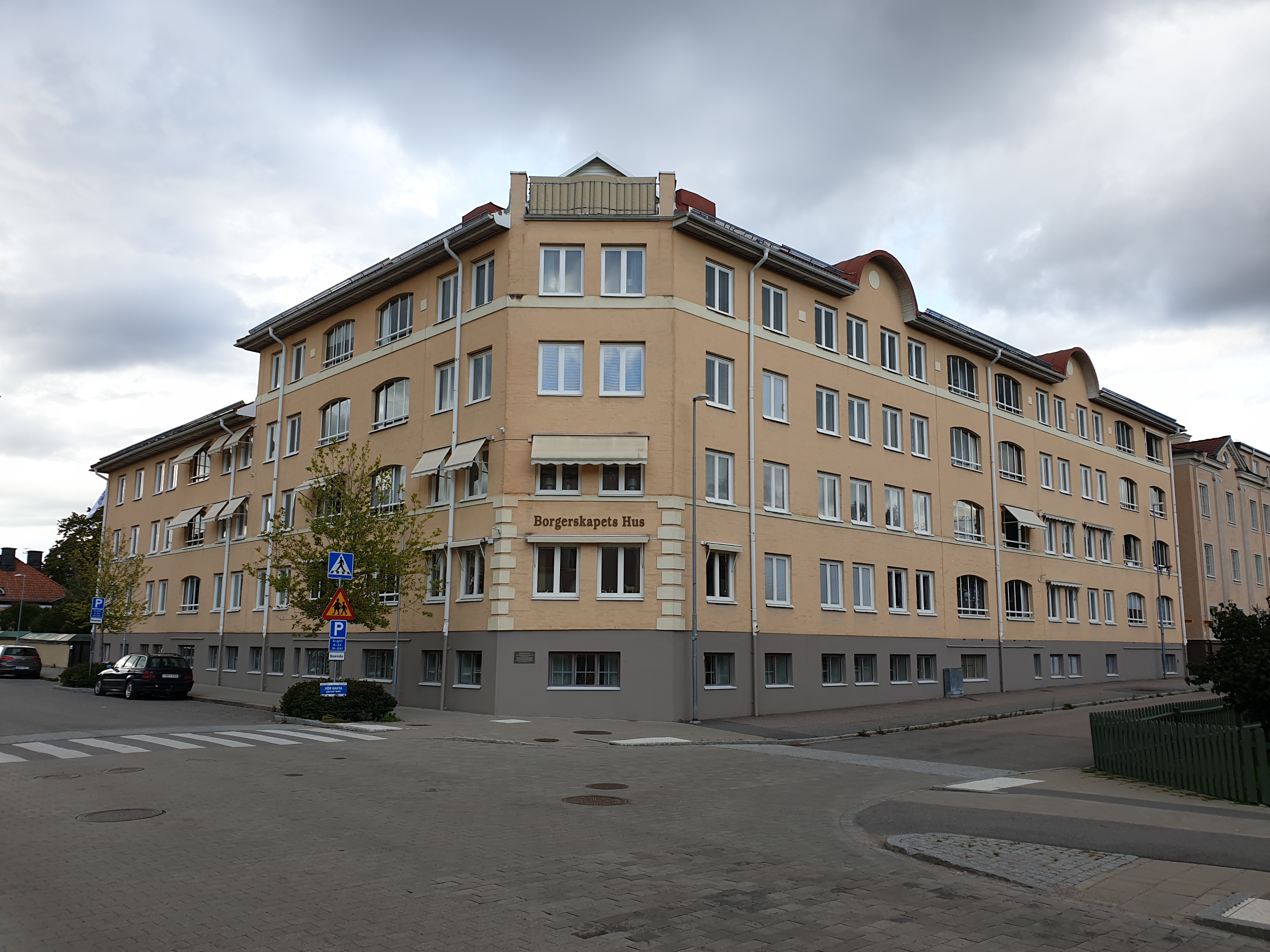
Borgerskapets hus i Uppsala.

Borgerskapet i Uppsala är en ideell förening för personer som driver näringsverksamhet inom handel och hantverk i Uppsala kommun.
Borgerskapet äger två fastigheter med hyresbostäder: Borgerskapets hus med 34 lägenheter och Sture Tegnérhuset med 25 lägenheter.
Den 15 februari 1935 bildade borgerskapet den fristående organisationen Upsala Borgargille som skulle vara ett forum för borgare att diskutera gemensamma frågor. Borgargillet uppgick 1973 i Borgerskapet.

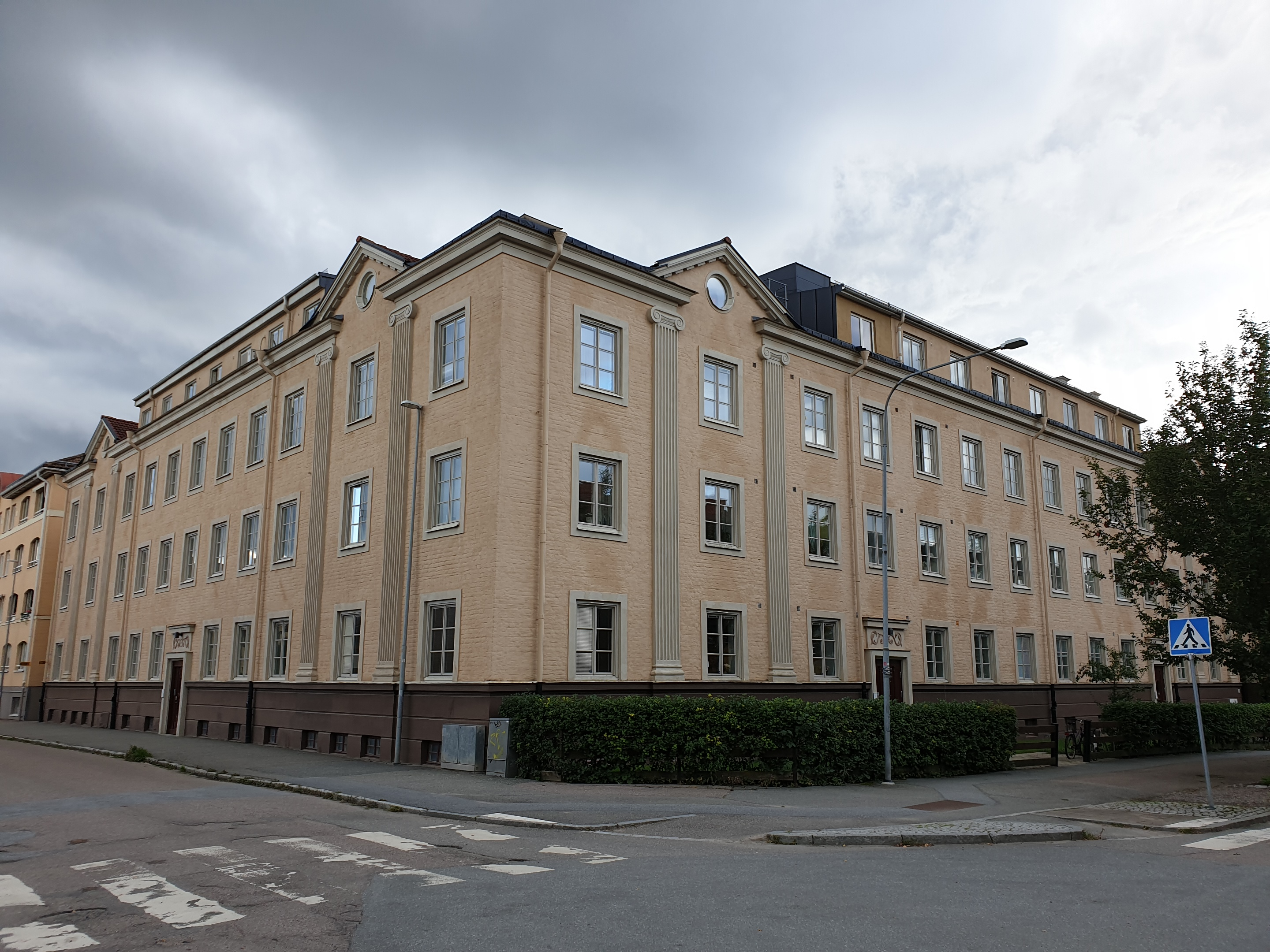
Sture Tegnérhuset.
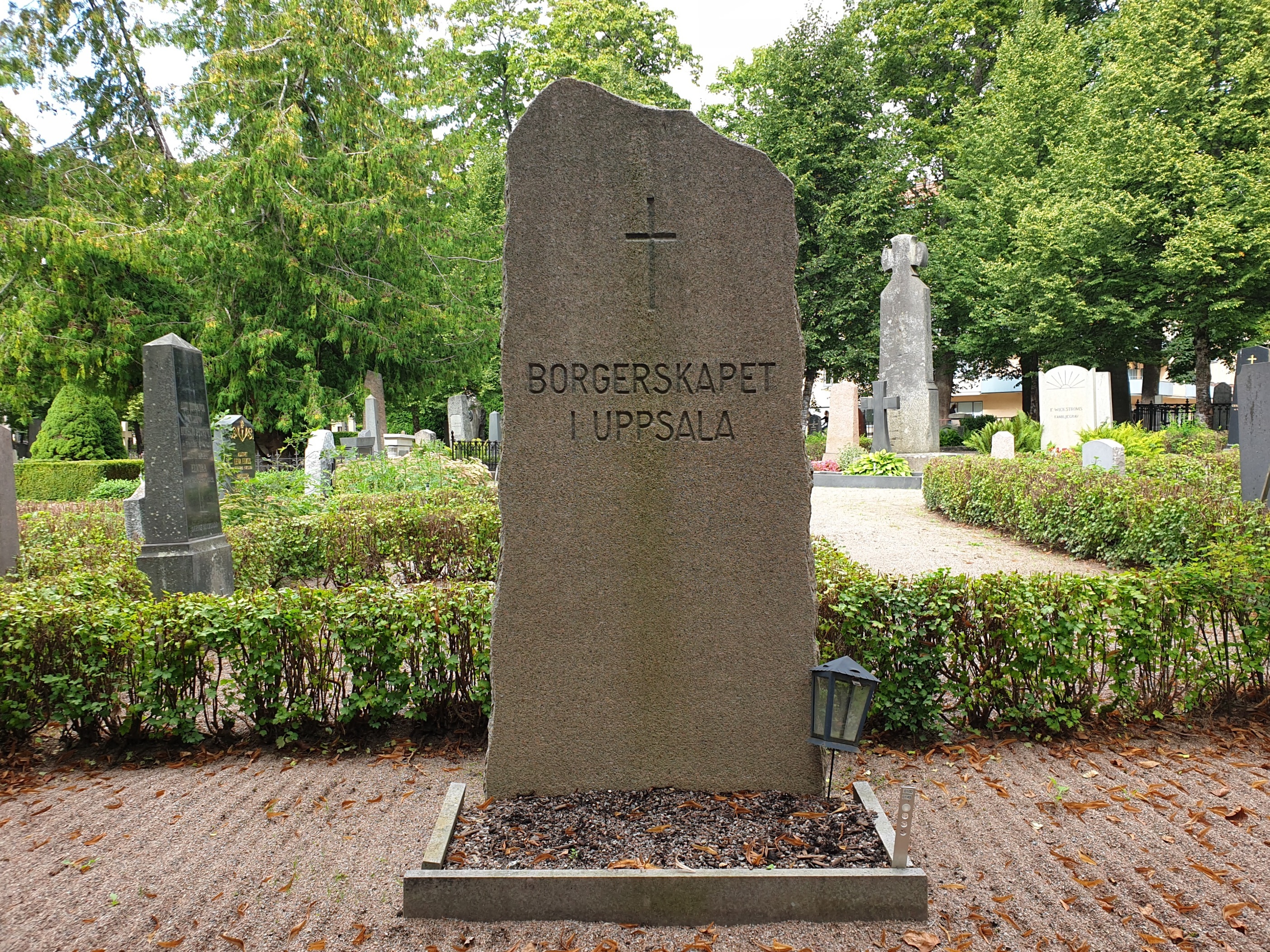
Borgerskapets grav på Uppsala gamla kyrkogård.